# Gare d'Iteuil
La gare d'Iteuil est une gare ferroviaire française de la ligne de Paris-Austerlitz à Bordeaux-Saint-Jean, située sur le territoire de la commune d'Iteuil, dans le département de la Vienne, en région Nouvelle-Aquitaine.
Elle est mise en service en 1853. C'est une halte de la Société nationale des chemins de fer français (SNCF), desservie par des trains TER Nouvelle-Aquitaine.

## Situation ferroviaire
La gare d'Iteuil est située au point kilométrique 350,043 de la ligne de Paris-Austerlitz à Bordeaux-Saint-Jean. Son altitude est de 88 m.
Elle est encadrée au nord par la gare de Ligugé et au sud par la gare de Vivonne.

## Histoire
La gare est ouverte le 28 juillet 1853.
En 2022, selon les estimations de la SNCF, la fréquentation annuelle de la gare était de 14 456 voyageurs contre 10 228 voyageurs en 2019.

## Services voyageurs

### Accueil
C'est un point d'arrêt non géré (PANG), équipé de deux quais avec abris. Le passage d'une voie à l'autre se fait un passage supérieur. Un parking pour les véhicules est présent.

### Dessertes
Iteuil est desservie par des trains du réseau TER Nouvelle-Aquitaine circulant entre Angoulême et Poitiers. Certains sont prolongés à Châtellerault.